# Dolmen de la Petifaie

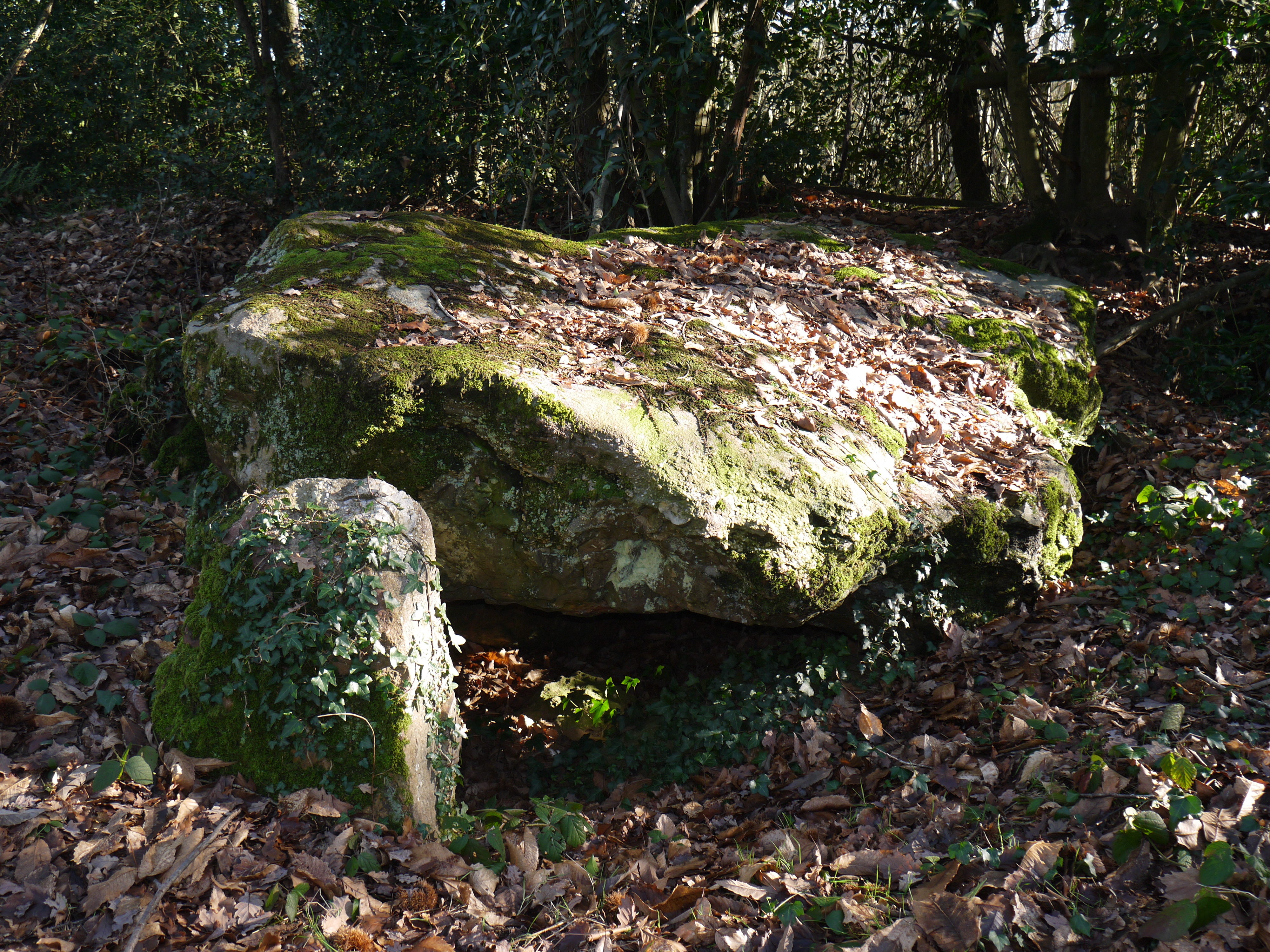
Dolmen de la Petifaie

Der Dolmen de la Petifaie (auch Pierre à sacrifice du Putifad, Putifay bzw. Pui-des-Fées oder Pierre Couverte du château de la Ferrière genannt) liegt in einem Wald nördlich von La Ferrière-de-Flée, nahe und südlich der Straße „Les Vionnières“, die hier die Grenze zum Département Mayenne bildet, im äußersten Norden des Département Maine-et-Loire in Frankreich.
Dolmen ist in Frankreich der Oberbegriff für neolithische Megalithanlagen aller Art (siehe: Französische Nomenklatur). Der kleine, im Erdhügel liegende Dolmen wird von einer einzigen Deckenplatte bedeckt, die auf fünf Tragsteinen ruht.
Etwa 60 m entfernt liegt direkt neben der Straße der Menhir Pierre a Sacrifice. Er soll einst ein Opferstein gewesen sein, auf dem sich Wetzrillen befinden. 
Der Dolmen ist seit 1990 als Monument historique eingestuft.

Dolmen de la Petifaie
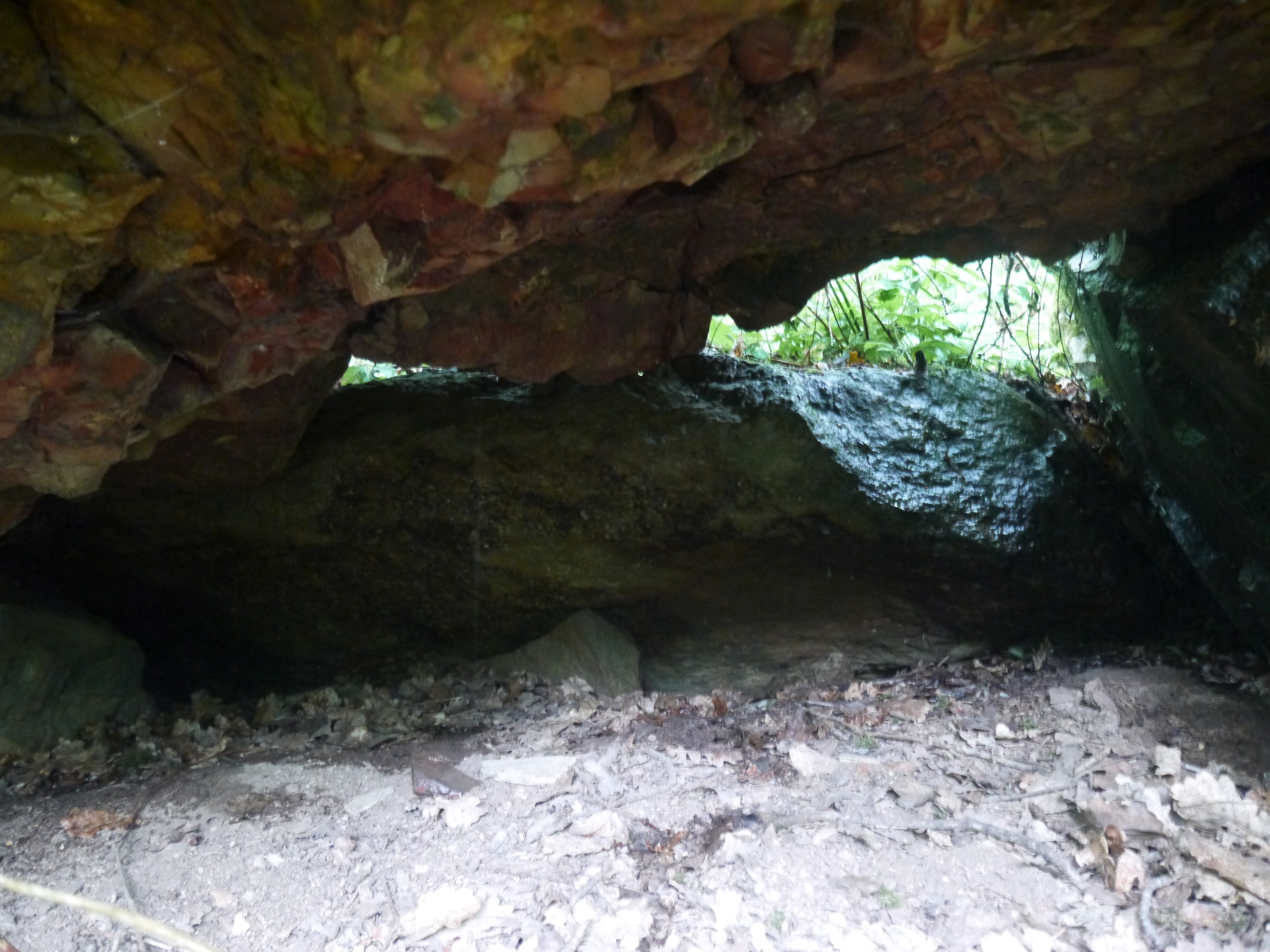
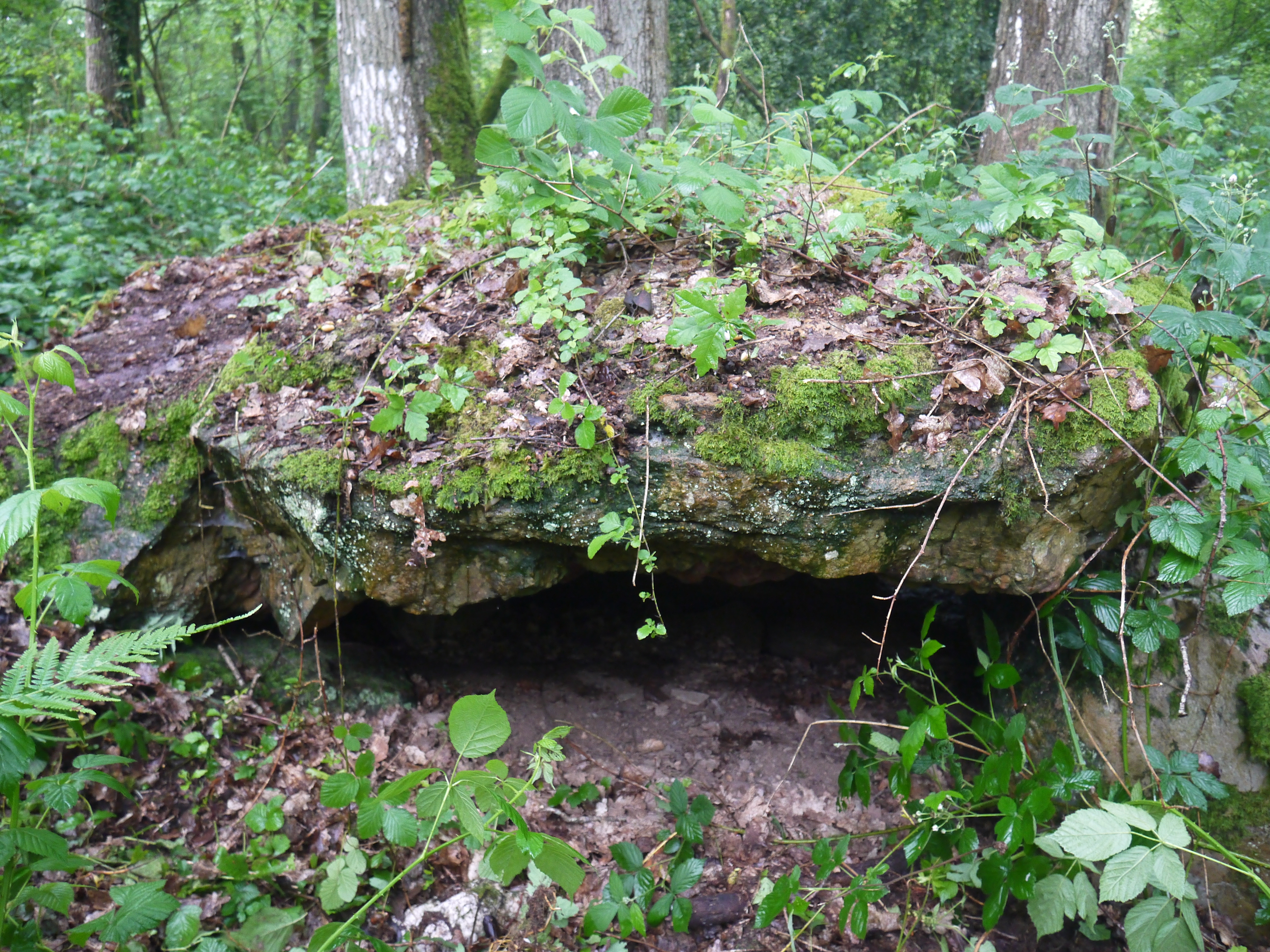
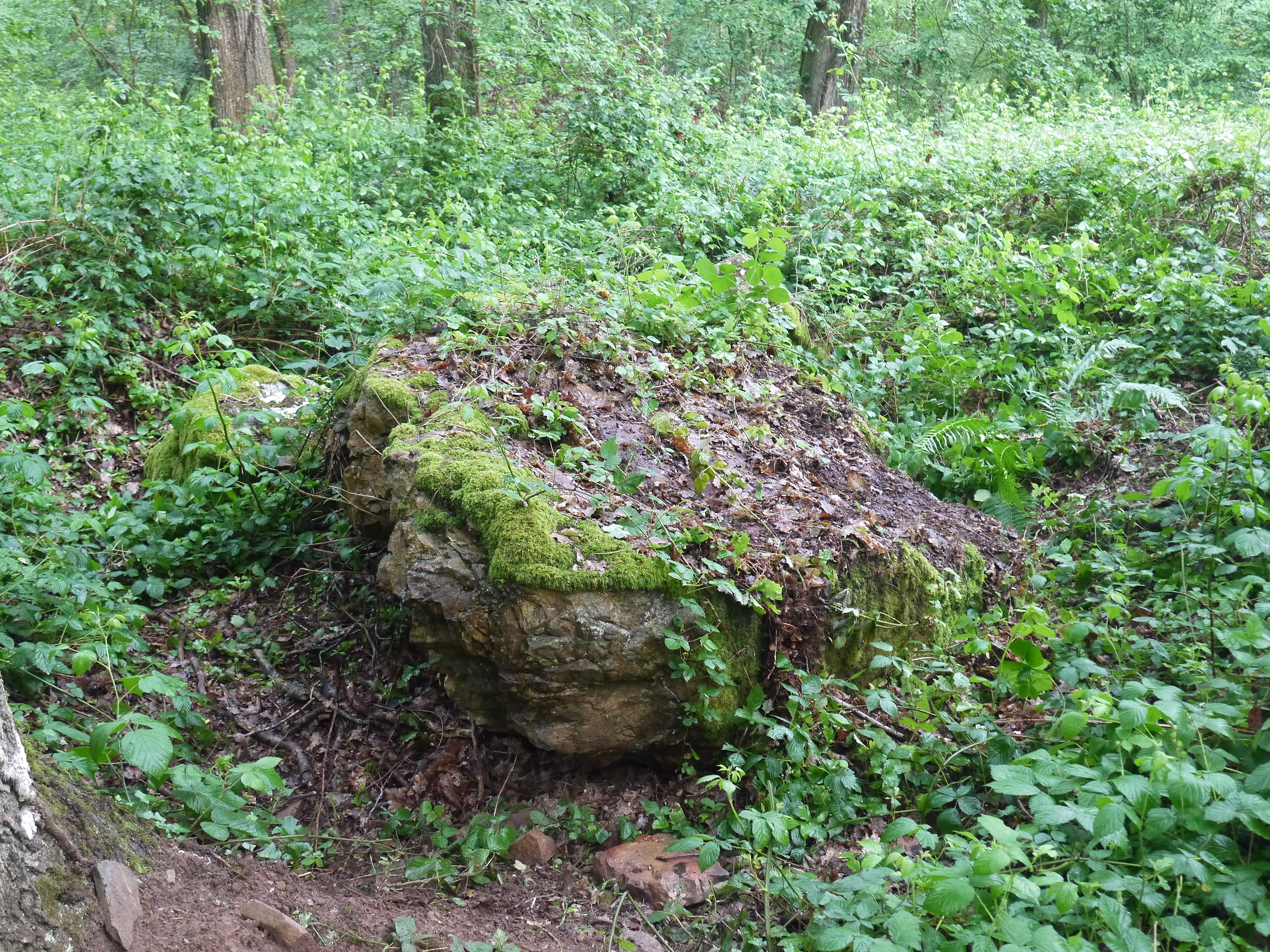
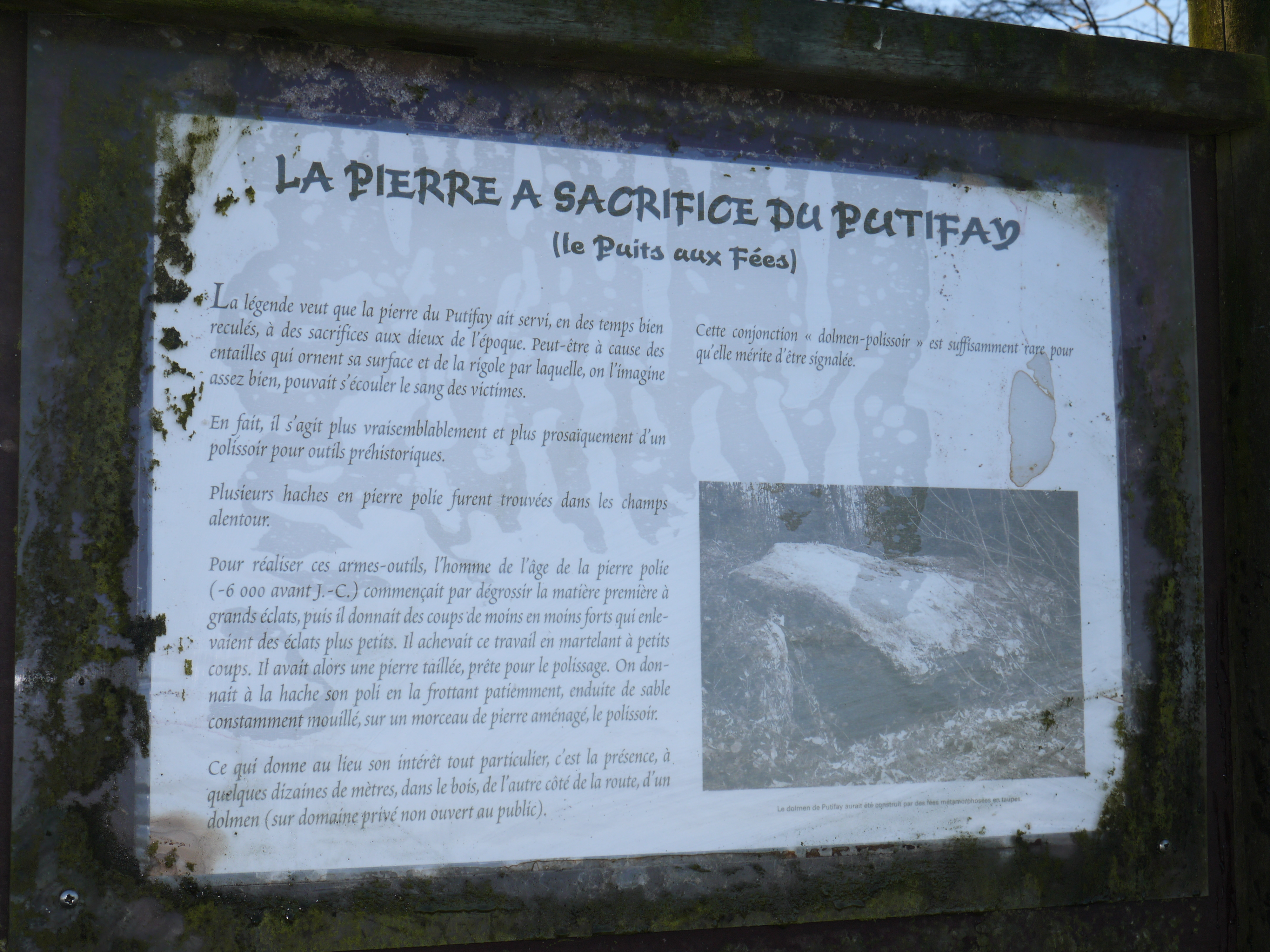
Die inzwischen ersetzte Hinweistafel an der Straße